# Môngkôl Borei (dystrykt)
Môngkôl Borei (khm. ស្រុកមង្គលបុរី) – dystrykt (srŏk) w północno-zachodniej Kambodży, w południowej części prowincji Bântéay Méanchey. W 2008 roku zamieszkiwany przez 139 315 mieszkańców. Zajmuje powierzchnię 807,23 km². Gęstość zaludnienia wynosi 172,6 os./km². Stanowi najludniejszy z 9 dystryktów prowincji.

## Podział administracyjny
W skład dystryktu wchodzi 13 gmin (khŭm).
| L.p. | Nazwa gminy   | Populacja (2008) | Powierzchnia (km²) | Gęstość zaludnienia (os./km²) | Typ gminy     | Kod NIS |
| ---- | ------------- | ---------------- | ------------------ | ----------------------------- | ------------- | ------- |
| 1    | Banteay Neang | 17 189           | 52,29              | 328,7                         | gmina wiejska | 010201  |
| 2    | Bat Trang     | 6466             | 40,7               | 158,9                         | gmina wiejska | 010202  |
| 3    | Chamnaom      | 16 460           | 114,85             | 143,3                         | gmina wiejska | 010203  |
| 4    | Kouk Ballangk | 6008             | 55,79              | 107,7                         | gmina wiejska | 010204  |
| 5    | Koy Maeng     | 5437             | 20,45              | 265,9                         | gmina wiejska | 010205  |
| 6    | ’Âor Prasat   | 13 177           | 39,15              | 336,6                         | gmina wiejska | 010206  |
| 7    | Phnum Touch   | 10 228           | 47,29              | 216,3                         | gmina wiejska | 010207  |
| 8    | Rohat Tuek    | 10 557           | 61,65              | 171,3                         | gmina wiejska | 010208  |
| 9    | Ruessei Kraok | 22 124           | 40,01              | 553,0                         | gmina miejska | 010209  |
| 10   | Sambour       | 6055             | 76,99              | 78,7                          | gmina wiejska | 010210  |
| 11   | Soea          | 12 672           | 188,32             | 67,3                          | gmina wiejska | 010211  |
| 12   | Srah Reang    | 5668             | 32,78              | 172,9                         | gmina wiejska | 010212  |
| 13   | La Tam        | 7274             | 36,96              | 196,8                         | gmina wiejska | 010213  |

## Kody
- kod HASC (Hierarchical administrative subdivision codes) – KH.OM.MB[3]
- kod NIS (National Institute of Statistics- district code) – 0102[2]